# Alfredo Esteban Bustamante Guerrero
Alfredo Esteban Bustamante Guerrero (Montevideo, 26 de diciembre de 1896-Ibidem, agosto de 1962) fue un pintor uruguayo.

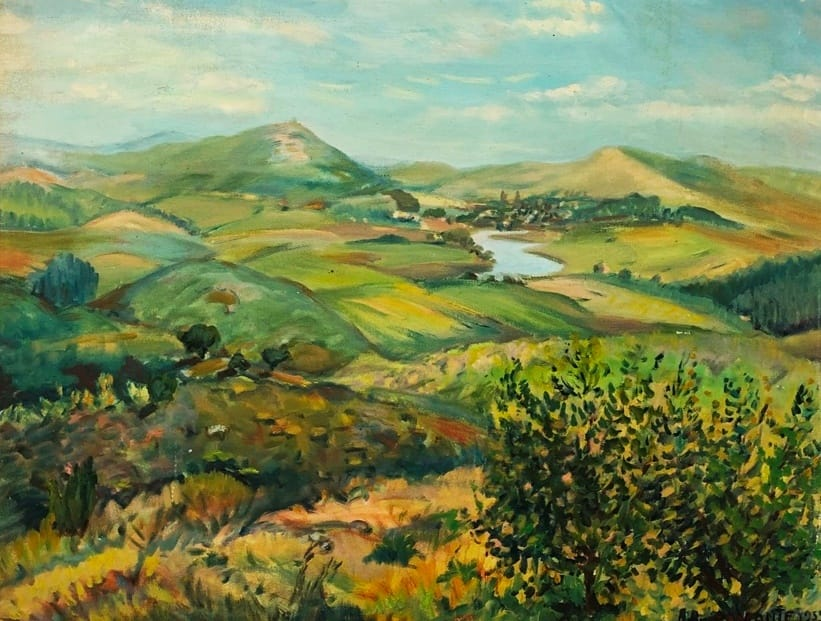
"Paisaje" A. Bustamante 1955, óleo sobre tela.

## Biografía
Pintor nacido en la capital de Uruguay, Montevideo, el 26 de diciembre de 1896. Realizó estudios en la Universidad del Trabajo bajo la dirección de Luis Pedro Cantú. Recibió también consejos para su desarrollo artístico de Pedro Blanes Viale. Su única muestra individual la realizó en 1957. Intervino en varias muestras colectivas y concurrió a salones nacionales y municipales de Bellas Artes, donde obtuvo diversos premios. Fue tío materno y maestro del también pintor, Luis Caminetti. 
Falleció en agosto de 1962 a la edad de 65 años. Está representado en el Museo Histórico Nacional, y en los museos departamentales de las ciudades de Salto y Durazno.

## Premios
- 1939- III Salón Nacional de Bellas Artes (Montevideo): Mención especial por su óleo "El cedro y la Santa Rita".[5][6]
- 1940- IV Salón Nacional de Bellas Artes (Montevideo): Mención por su óleo "La casita".[7][8]
- 1944- VIII Salón Nacional de Bellas Artes (Montevideo): Premio Casa Taranco y Cía.. Medalla de Bronce por su óleo "Alrededores del Cerrito".[9]
- 1945- IX  Salón Nacional de Bellas Artes (Montevideo): Premio Diario "La Razón". Medalla de Bronce por su óleo "Paisaje".[10]
- 1945- IV Salón Municipal (Montevideo): Premio Adquisición por su óleo "Paraje de aguas blancas".
- 1946- X   Salón Nacional de Bellas Artes (Montevideo): Premio Luis Caubarrère por su óleo "Fundidores de bronce".[11]
- 1947- XI Salón de Pintura y Escultura (Minas): Premio ANCAP. Medalla de Bronce por su óleo "Día gris en las sierras".
- 1948- XII Salón de Pintura y Escultura (Laguna del San Francisco, Uruguay): Premio Carrau. Medalla de Bronce por su óleo "Paisaje".
- 1949- XIII Salón de Pintura y Escultura (Montevideo): Premio Banco de la República. Medalla de Bronce por su óleo "Reparando el dique".[12]
- 1950- XIV Salón de Pintura y Escultura (Montevideo): Premio Banco de la República. Medalla de Bronce por su óleo "Construcción".[13]
- 1950- Primer Salón del Litoral (Salto): Premio Caja Nacional de Ahorro Postal por su óleo "Flores".
- 1953- XVII Salón de Artes Plásticas (Montevideo- Mercedes- Tacuarembó): Premio UTE. Medalla de Bronce por su óleo "Zona industrial".[14]
- 1957- XXI Salón de Artes Plásticas (Montevideo): Premio ANCAP. Medalla de Bronce por su óleo "Paisaje".[15]
- 1958- XXII Salón de Artes Plásticas (Montevideo): Premio Andrés Ramponi. Medalla de Bronce por su óleo "Paso del Molino".[16][17][18]

## Lista de referencias
1. ↑  «Alfredo Esteban Bustamante Guerrero | Autores.uy». autores.uy. Consultado el 28 de marzo de 2021.
2. ↑  «Museo Nacional de Artes Visuales».
3. ↑  Laroche, W. E. y Bulla, R. A., Bustamante Guerrero, Alfredo Esteban (1992). «Tomo I».  En Linardi y Risso, ed. Diccionario de artistas plásticos en el Uruguay. Montevideo: Linardi y Risso. p. 151. ISBN 9974559022.
4. 1 2  «Acervo del MNAV - Alfredo Esteban Bustamante Guerrero». acervo.mnav.gub.uy. Consultado el 29 de marzo de 2021.
5. ↑  «Acervo del MNAV - El cedro y la Santa Rita - Alfredo Esteban Bustamante Guerrero». acervo.mnav.gub.uy. Consultado el 29 de marzo de 2021.
6. ↑  «Catálogo III Salón Nacional de Bellas Artes (1939)».
7. ↑  «Museo Nacional de Artes Visuales». mnav.gub.uy. Consultado el 29 de marzo de 2021.
8. ↑  «IV Salón Nacional de Bellas Artes (1944)».
9. ↑  «VIII Salón Nacional de Bellas Artes (1944)».
10. ↑  «IX Salón Nacional de Bellas Artes (1945)».
11. ↑  «X Salón Nacional de Bellas Artes (1946)».
12. ↑  «XIII Salón Nacional de Pintura y Escultura (Montevideo, 1949)».
13. ↑  «XIV Salón nacional de Pintura y Escultura (Montevideo, 1950)».
14. ↑  «XVII Salón Nacional de Artes Plásticas (Montevideo- Mercedes- Tacuarembó, agosto de 1953)».
15. ↑  «XXI Salón Nacional de Artes Plásticas (agosto de 1957)».
16. ↑  Laroche, W. E y Bulla, R. A., Bustamante Guerrero, Alfredo Esteban (1992). «Tomo I».  En Linardi y Risso, ed. Diccionario de artistas plásticos en el Uruguay. Montevideo: Linardi y Risso. p. 151- 152. ISBN 9974559022.
17. ↑  «Biblioteca del Poder Legislativo».
18. ↑  «XXII Salón Nacional de Artes Plásticas (agosto de 1958)».

- Datos: Q42382985